# Cefalea por abuso de medicación
La cefalea por abuso de medicación (CAM) es una cefalea crónica, diaria o casi diaria, inducida y mantenida por un uso inapropiado y excesivo de fármacos utilizados para aliviar el dolor de cabeza por parte de pacientes que sufren cualquier tipo de cefalea primaria, pero principalmente de migraña o cefalea tensional.
La CAM es un afección seria, incapacitante y bien caracterizada que representa un problema mundial, siendo actualmente considerada el tercer tipo de cefalea con mayor prevalencia. Estudios de base poblacional determinaron que la tasa de prevalencia en la población general se encuentra entre el 1 y 2%, pero su frecuencia relativa es mucho más alta en los centros de atención de segundo y tercer nivel.
Para su diagnóstico, diferentes conjuntos de criterios fueron  propuestos y revisados a lo largo de los años por los principales expertos en problemas de cefalea. Recién en 2004 el término CAM fue incluido entre las cefaleas secundarias de la 2ª edición de la Clasificación elaborada por la [Sociedad Internacional de Cefaleas] (IHS Classification ICHD-II) con el propósito de resaltar que en la base de esta forma de cefalea se encuentra un excesivo uso de fármacos. Las dos subsiguientes revisiones de los criterios para el diagnóstico de CAM (2005 y 2006) refinaron y ampliaron la definición de esta patología, sobre la variable de cronicidad (cefalea por más de 15 días al mes durante más de 3 meses) y los diferentes tipos de drogas sobreutilizadas, para identificar, así, los principales tipos de CAM. En el caso de ergotamina, triptanes, opioides y combinación de fármacos, se considera que ha existido abuso si se han utilizado durante 10 o más días al mes por más de 3 meses, mientras que para analgésicos simples el criterio de abuso se ha fijado en su utilización durante 15 o más días al mes, por más de 3 meses. 
Los mecanismos subyacentes que conducen al desarrollo de CAM son todavía desconocidos y su dilucidación se halla obstaculizada por la falta de investigación experimental, o adecuados modelos animales. Se han reportado diversas anomalías fisiopatológicas que parecen tener un papel importante en el inicio y mantenimiento de la cefalea crónica (predisposición genética; fisiología y regulación de receptores y enzimas; factores psicológicos y de comportamiento; dependencias físicas, nuevos resultados en imágenes funcionales).

## Tratamiento de la cefalea por abuso de medicación
La evidencia clínica muestra que el tratamiento de elección consiste en el retiro abrupto de las drogas seguido por el inicio de una terapia profiláctica. Sin embargo, la suspensión de las drogas sobreutilizadas suele ocasionar un empeoramiento de la cefalea y la aparición de síntomas de abstinencia que pueden reforzar la continuación del abuso. (los síntomas dependen en gran medida del tipo de drogas previamente sobreutilizadas, y duran, típicamente, entre 2 y 10 días).
La forma en que se efectúa el retiro de los fármacos (desintoxicación) varía dentro de cada país y entre países. La mayoría de los médicos prefiere realizarlo con el paciente internado, aunque se puede lograr un retiro efectivo en pacientes ambulatorios que no presentan complicaciones (por ejemplo, pacientes sin comorbilidades importantes, sin abuso de opioides o ergotamínicos y que intentan su primera desintoxicación). En ausencia de indicaciones basadas en la evidencia, la elección de los agentes preventivos para pacientes con CAM debe efectuarse bajo la consideración del tipo de cefalea primaria (migraña o cefalea de tipo tensional), el perfil de efectos secundarios causados por las diferentes drogas, la presencia de comorbilidades y afecciones coexistentes, las preferencias del paciente y las experiencias terapéuticas previas.
Cabe señalar que, a pesar de verificarse una mejoría en el tratamiento de la cefalea y en la frecuencia de su aparición, una proporción importante (más del 45%) de los pacientes recaen nuevamente en el abuso de drogas sintomáticas. 
Entre los factores que predisponen a sufrir una recaída y que pueden influir en la estrategia terapéutica, se consideran el tipo de cefalea primaria a partir de la cual la CAM se ha desarrollado y el tipo de drogas sobreutilizadas (analgésicos y combinaciones de analgésicos, pero también fármacos que contienen barbitúricos o tranquilizantes presentan altas tasas de recaída).
Claramente, la CAM es causa de incapacidad y, si no es tratada adecuadamente, representa una condición de riesgo para el desarrollo de comorbilidades asociadas al uso excesivo de fármacos, los que además no están exentos de efectos secundarios. La CAM puede ser tratada a través del retiro de la/s droga/s sobreutilizada/s, y por medio de abordajes específicos focalizados en el desarrollo de una estrecha relación médico-paciente en el período posdesintoxicación. 